# カルロ・ウルバニ博物館
カルロ・ウルバニ博物館（伊: Museo Carlo Urbani）は、マルケ州アンコーナ県カステルプラーニオにある博物館。
イタリアの内科医であるカルロ・ウルバニを記念して作られた。2023年4月1日に完成。

## カルロ・ウルバニ

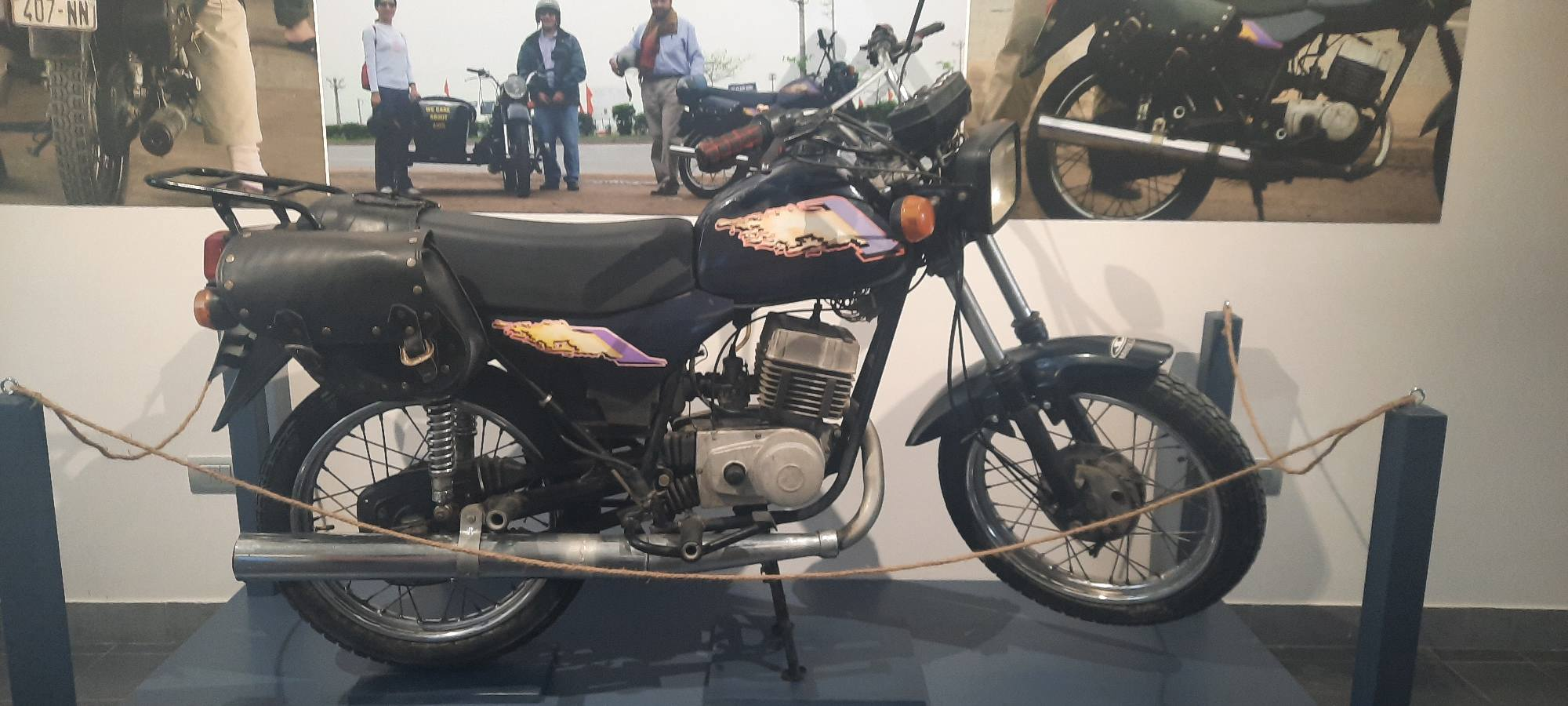
カルロ・ウルバーニがカンボジアとベトナムを旅した際に使用したバイク。

## 解説
カルロ・ウルバニの死から20年たった2023年に設立された。元々小学校だった場所をアレンジして使われている。この博物館は3つのホールで構成されている。

### 第1ホール
カウンターと彼の年譜表コーナーが備わっている。

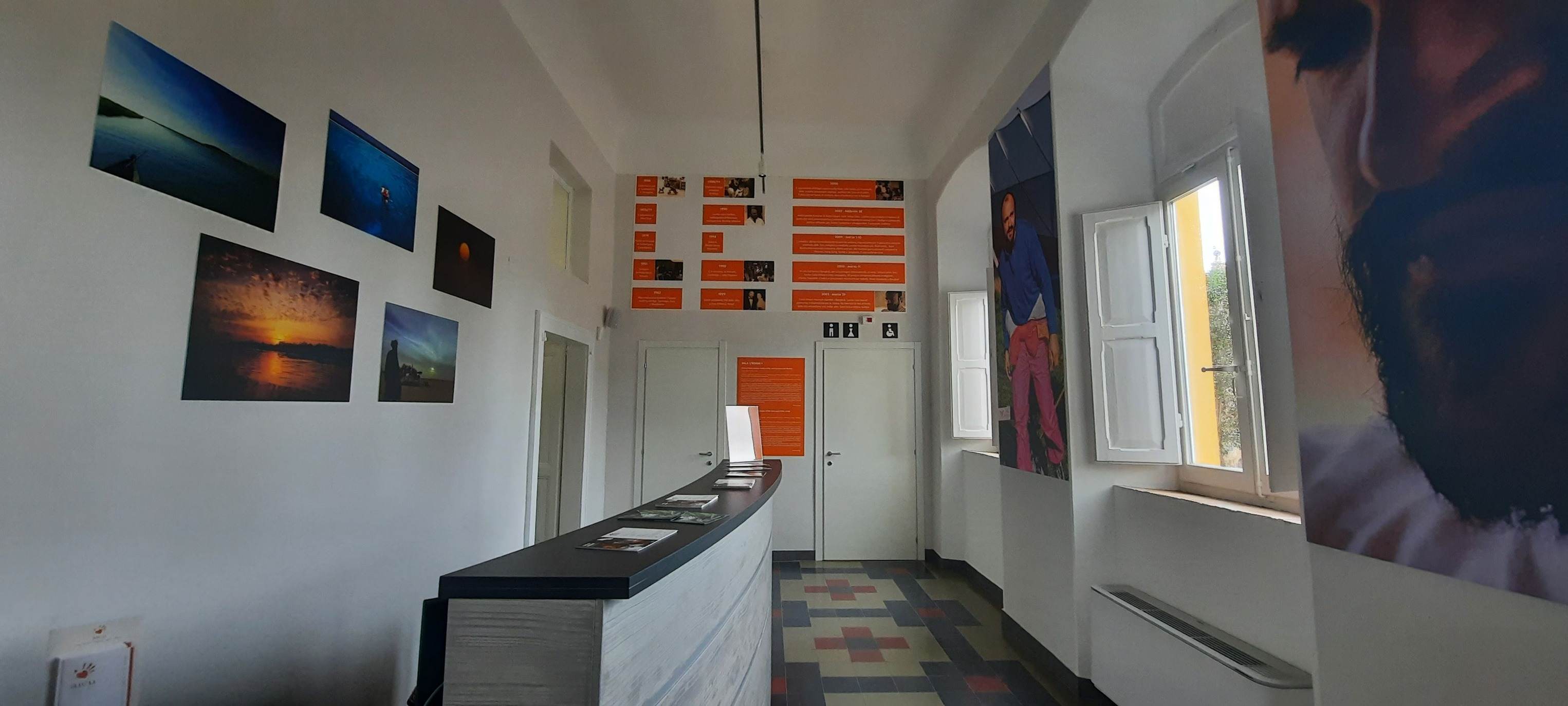
第1ホールとカウンター

### 第2ホール
コレクションのコーナー。カンボジア、ベトナムの旅行中に使用されたバイク、訪問中バッグ、医療品、国境なき医師団のノーベル賞受賞式の際に彼が代表として出されたときの声、団体就任中に着用した衣服（Tシャツ）、写真、他の人との交流の中で使った道具、場所、食物、物品などが展示されている。

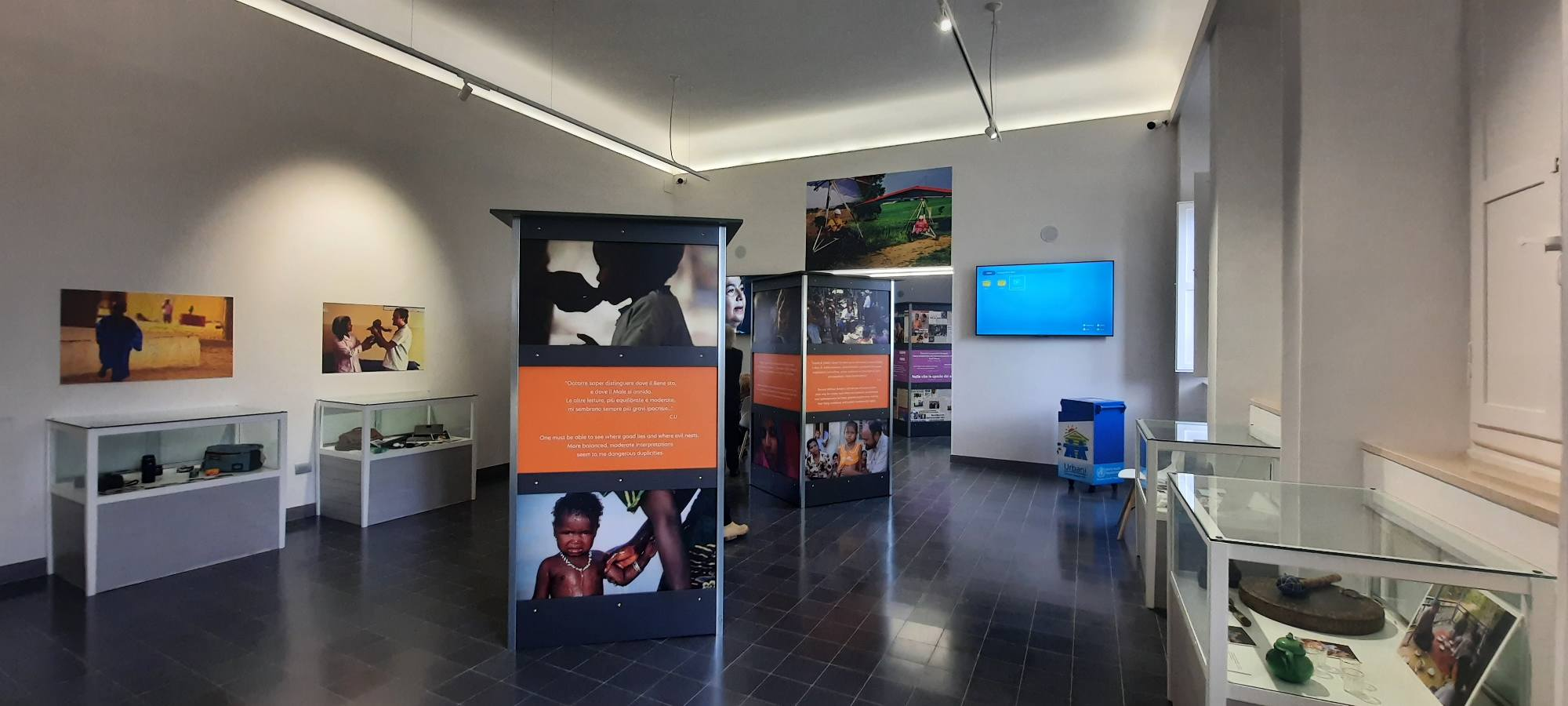
第2ホール

### 第3ホール
彼に関わった機関についてのことや、出典についてのことなどが書かれている。

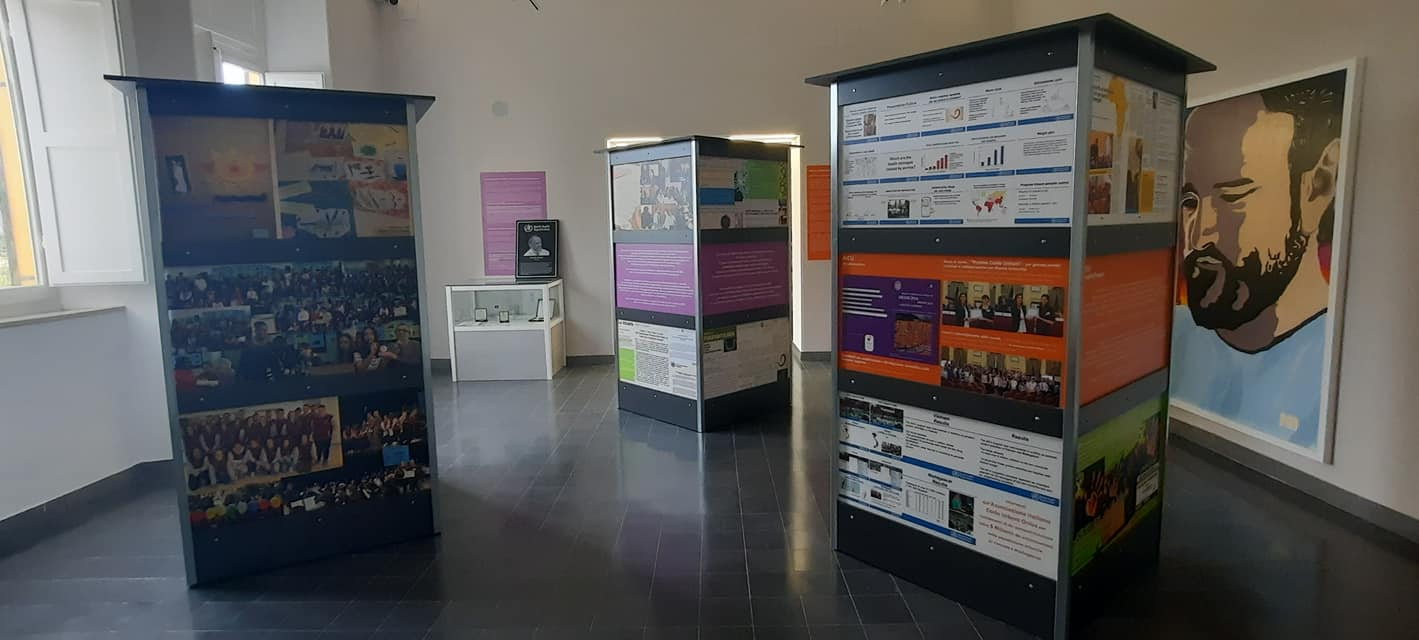
第3ホール